# Retúr (film, 1996)
A Retúr egy 1996-ban készült színes, magyar játékfilm, amit Palásthy György rendezett. A film legtöbb jelenetét a Budapest–Esztergom-vasútvonalon forgatták. Kibédi Ervin már nem érhette meg a film bemutatását, mert 1997. május 5-én elhunyt.

## Cselekmény
Magyarországon 1989. július 1-je óta minden tömegközlekedési eszközön (beleértve a vasutat is) ingyen utazhatnak a 70 (később már a 65) év felettiek. Ezt használja ki öt „vagány”, akik minden nap felszállnak egy éjszakai távolsági személyvonatra, majd reggel Budapestre visszatérve leszállnak róla. Mindannyian olyanok, akiket a családjuk magára hagyott, van aki a társaság kedvéért száll fel a vonatra, így aztán nagy eszmecsere zajlik le a fülkében. De mivel az idős férfiak évtizedes mániái nem férnek meg mindig konfliktus nélkül, ezért aztán a fülke nemcsak az emlékezések, hanem szikrázó összecsapások színhelye is lesz.

## Szereplők
- Sinkovits Imre – Balogh tanár úr
- Bárdy György – Bozsó
- Agárdy Gábor – Károlyi Béla
- Gera Zoltán – Nagypapa
- Kibédi Ervin – Szikszai
- Lohinszky Loránd – Lukács
- Sztankay István – koszorús utas
- Lázár Kati – Rózsi
- Gáspár Tibor – kalauz
- Zana József – nyomozó
- Magyar Bálint – unoka
- Földessy Margit – ékszerész felesége
- Fonyó József – ékszerész
- Lengyel Kati – volt tanítvány
- Méhes László – volt tanítvány
- Varga Tamás – prímás
- Bódis Irén – prímás felesége
- Gyimesi Pálma –  nő a peronon

## Televíziós megjelenés
m1, m2, m5, Duna TV, Duna World, Filmmúzeum, Zone Europa

## Külső hivatkozások
- FilmKatalogus.hu